# 旭村 (滋賀県)
旭村（あさひむら）は、滋賀県神崎郡にあった村。現在の東近江市の北西部、箕作山の東麓から国道8号にかけての地域にあたる。役場は山本に置かれた。
発足時の名称は、北側に隣接する南五個荘村や北五個荘村に合わせて東五個荘村（ひがしごかしょうむら）であった。しかし、元々五個荘という地名の範囲に含まれるのは大字北町屋のみであり、それ以外の大部分は南側に隣接する建部村と関わりが深い地域であるため、村民の意向により改名された。

## 地理
- 山岳：箕作山
- 河川：愛知川、大同川、宮立川

## 歴史
- 1889年（明治22年）4月1日 - 町村制の施行により、伊野部村・平坂村・山本村・石塚村・北町屋村・三俣村・奥村・木流村・新堂村の区域をもって東五個荘村が発足。
- 1890年（明治23年）3月15日 - 東五個荘村が改称して旭村となる。
- 1955年（昭和30年）1月1日 - 南五個荘村・北五個荘村および蒲生郡安土町の一部（大字清水鼻）と合併して神崎郡五個荘町が発足。同日旭村廃止。

## 交通

### 鉄道路線
現在は旧村域を東海道新幹線が通過するが、当時は未開通。

### 道路
- 国道8号